# エリック・ボルン
エリック・ボルン（Eric Born　1970年8月31日- ）はスイスの柔道家。階級は65kg級。身長176cm。

## 人物
1989年のヨーロッパジュニア65kg級で3位になると、翌年には優勝を飾った。1991年のヨーロッパ選手権で優勝するが、世界選手権では7位に終わった。1992年のバルセロナオリンピックでは初戦で敗れた。1993年の世界選手権では決勝で中村行成の豪快な掬投で一本負けするも、銀メダルを獲得した。

## 主な戦績
- 1989年 - ヨーロッパジュニア　3位
- 1990年 - ヨーロッパジュニア　優勝
- 1991年 - フランス国際　3位
- 1991年 - チェコ国際　優勝
- 1991年 - ヨーロッパ選手権　優勝
- 1991年 - 世界選手権　7位
- 1992年 - ドイツ国際　優勝
- 1993年 - フランス国際　3位
- 1993年 - 世界選手権　2位
- 1994年 - チェコ国際　優勝